# Anolis lineatus
Anolis lineatus е вид влечуго от семейство Dactyloidae. Видът е незастрашен от изчезване.

## Разпространение
Разпространен е в Аруба и Кюрасао.

## Описание
Популацията на вида е стабилна.